# 반합

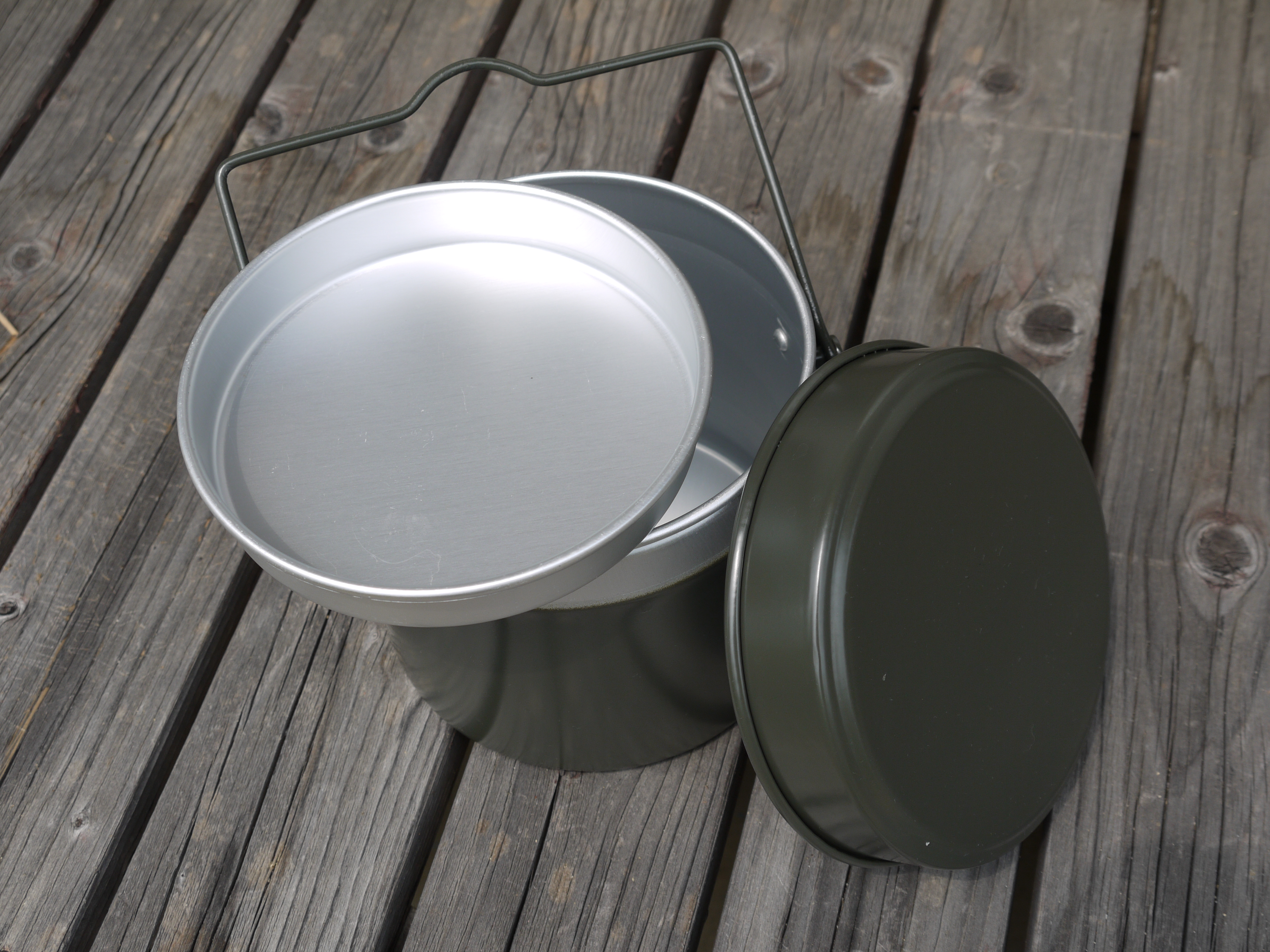
반합

반합(飯盒, 영어: mess tin)은 야외에서 사용하는 휴대용 조리 기구이다. 원래 디자인은 군용이었지만 민수용으로 야영자들 사이에서도 인기가 있다.

## 같이 보기
- 도시락